# GIT Volumen 2
GIT volumen 2 o también llamada "el álbum negro"; por el color de la portada es el segundo trabajo discográfico perteneciente al grupo de pop rock argentino GIT. Esta placa fue duramente criticada por la prensa debido a la mala calidad de su mezcla, lo que resultó en un sonido muy estrepitoso del redoblante, casi tapando el de los demás instrumentos. Aun así, alcanzó cifras muy altas en ventas. Emprendieron también una gira por Latinoamérica, que encontró su punto más alto en Chile y Perú, gracias a sus temas "Aire de Todos" y "Siempre fuiste mi amor".
Esta segunda placa discográfica fue disco de oro y platino en Argentina, Chile y Perú.

## Lista de canciones
| N.º | Título                   | Escritor(es)                    | Duración |  |
| 1.  | «Siempre fuiste mi amor» | Alfredo Toth · Pablo Guyot      | 3:57     |  |
| 2.  | «Toque de queda»         | Pablo Guyot · Laura Beltramo    | 4:20     |  |
| 3.  | «No hieras mi corazón»   | Alfredo Toth                    | 5:24     |  |
| 4.  | «Todo a tu alrededor»    | Pablo Guyot · Laura Beltramo    | 4:01     |  |
| 5.  | «Ella es tan sexy»       | Alfredo Toth · Pablo Guyot      | 5:00     |  |
| 6.  | «6° "C"»                 | Willy Iturri · Osvaldo Marzullo | 3:50     |  |
| 7.  | «Aire de todos»          | Alfredo Toth · Willy Iturri     | 4:53     |  |
| 8.  | «Soy donde voy»          | Alfredo Toth · Laura Beltramo   | 5:00     |  |

## Créditos
- Alfredo Toth - voz principal y coros, bajo
- Pablo Guyot - guitarra eléctrica y coros
- Willy Iturri - batería electrónica, cajas de ritmos y coros